# TE120型柴油机车
TE120型柴油机车（俄语：ТЭ120）是苏联的柴油机车车型之一，也是苏联第一种采用交流电传动装置的柴油机车，由位于乌克兰的伏罗希洛夫格勒内燃机车制造厂设计制造，于1975年研制成功。

## 发展历史
1960年代初，随着大功率可控硅半导体元件（晶闸管）的问世，使交流电动机应用于铁路机车车辆得以成为现实。苏联从1960年代便开始研究铁路机车的交流传动技术，也是最早涉足研究这一领域的国家之一。三相交流异步电动机由于其转子上既没有换向器，也没有带绝缘的绕组，不存在换向火花或环火的问题，异步电动机因而克服了直流电动机的固有缺点，并具有结构简单、体积轻巧、运转可靠的优点。异步牵引电动机很快就被发现应用于铁路机车的潜力，但由于早期变频调速技术不成熟，阻碍了交流传动的发展。随着电力电子技术的飞速发展，适合铁路机车使用的变频调速控制装置逐步变得实用化。1967年，诺沃切尔卡斯克电力机车厂在一台VL80A型电力机车上，实验性改装鼠笼式异步牵引电动机，并进行了广泛试验。
1975年，伏罗希洛夫格勒内燃机车制造厂在TE109型柴油机车的基础上，开始试制一台采用鼠笼式异步牵引电动机的TE120型柴油机车。1975年底，机车完成总组装，并在1976年1月开始静态调试。但由于面对较多技术困难，TE120-001号机车至1978年12月才进行了首次正线运行试验。1979年，该台机车在顿涅茨克铁路局新孔德拉德雪夫斯卡亚至旧别利斯克区段进行运用考核。试验结果显示，在35～100公里/小时的速度范围内，机车热效率约29%，而当速度为55～57公里/小时的电传动效率可达到85%，但同时也发现当速度低于35～40公里/小时较容易出现空转。

## 技术特点

### 总体结构
TE120型柴油机车是六轴干线客货运通用柴油机车，车体结构与TE109型机车基本相同，同样满足轨距为1435毫米的准轨机车车辆限界标准。机车采用了桁架式整体承载焊接结构车体，车体由车架、侧墙、司机室、上弦梁、下弦梁等部件焊接成一个完整的箱形结构，底架中部并设有下凹的燃油箱及蓄电池箱。

### 柴油机
机车装用一台2-5Д49型柴油机（苏联国家标准GOST型号为16ЧН-26/26），是一种由科洛姆纳工厂研制的16气缸、四冲程、二级增压带中间冷却的V型中速柴油机，气缸直径为260毫米，活塞行程为260毫米，额定转速为每分钟1000转，装车功率为4000马力（2,942千瓦），单位燃料消耗量为155±8克/有效马力·小时。柴油机采用了二级增压系统，第一级是单级轴流式废气涡轮增压器，第二级是由离心式鼓风机组成的单级机械增压器，两级增压器之间设有增压空气中间冷却器（中冷器）。

### 传动系统
机车传动装置采用交—直—交流电传动，柴油机通过联轴器直接驱动一台同步牵引发电机，经硅整流装置转换成直流电后，由六台独立的牵引逆变器转换成电压、频率可变的三相交流电，供给六台异步牵引电动机。在TE120型柴油机车上，苏联首次对牵引发电机与辅助发电机采用整合式设计，机车采用由哈尔科夫重型电机厂设计制造的А-711型牵引发电机组，是由设在同一焊接机座内的两台同步发电机组成。牵引发电机为ГС-504А型凸极式三相交流他励同步发电机，发电机净重6500公斤，额定功率为2800千瓦；发电机定子按两组星形接法的三相绕组设计，彼此相差30°电角度；额定电压为350伏（2×2480安培），最高输出电压为575伏（2×1500安培），额定转速为每分钟1000转（100赫兹）。辅助发电机为ГС-507型自励同步发电机。机车并具有发电机恒功率励磁调节功能，以充分利用柴油机的功率。
牵引发电机发出的三相交流电由УВКТ-5型硅整流装置转换成直流电，整流装置由位于爱沙尼亚的塔林电气工厂设计制造，设有二组并联的三相桥式整流电路，整流电路每一桥臂有十个并联支路，每个支路有二个串联连接的ВЛ200-8型雪崩整流二极管，全套整流装置共有240个二极管元件，额定输出电压为750伏（5700安培）。TE120型机车采用ПЧТ-ЗУ2型VVVF变频调速控制系统，该系统设有六台独立的ЩИ-1БУ2型逆变器，将电压恒定的直流电转换成频率范围为0.4～120赫兹的三相交流电，逆变器额定功率为6×250千瓦。
牵引电动机采用ЭД-900型鼠笼式三相异步牵引电动机，额定功率为380千瓦，额定电流为415安倍，额定转速为每分钟490转，最高转速为每分钟2460转，冷却方式为强迫风冷。牵引电动机的转速通过牵引发电机恒功率励磁及逆变器输出的电压和频率来控制。为扩大机车恒功率调速范围，TE120型机车的整个变频调速范围分为起动加速、恒功率、恒电压三个阶段。机车起动加速时，牵引电动机以恒扭矩、恒磁通状态下运转；机车达到持续速度后进入变电压、恒功率运行区域，磁通保持近似恒定；当牵引电动机输入电压达到逆变器最高输出电压限制后，机车进入恒电压、恒功率运行区域，供电频率的增加使机车继续加速并达到最高速度。

### 转向架
走行部为两台无导框式三轴转向架，其结构与TE109、2TE116型机车的转向架大致相同，但牵引电动机悬挂方式改为轮对空心轴架悬式。转向架的“目”字形构架由箱形截面的纵梁和横梁焊接而成，滚柱轴承轴箱采用拉杆式定位结构。一系独立悬挂采用螺旋弹簧及橡胶垫；二系悬挂采用橡胶堆旁承。车体全部重量通过四点式橡胶堆旁承由两台转向架支承，牵引力和制动力通过心盘传递，二系旁承并具自动复位机构，能使机车驶出曲线时转向架重新复位，从而减少轮缘磨损。机车采用了轮对空心轴式牵引电动机全悬挂，将牵引电动机全部重量悬挂在转向架构架上，牵引电动机的扭矩通过单侧牵引齿轮、弹性橡胶元件、空心轴套等部件，从而驱动轮对；牵引传动齿轮比为22：75。

## 参看
- TE109型柴油机车
- TE114型柴油机车
- TE125型柴油机车
- TE129型柴油机车